# Ouratea cataractarum
Ouratea cataractarum är en tvåhjärtbladig växtart som beskrevs av Noel Yvri Sandwith. Ouratea cataractarum ingår i släktet Ouratea och familjen Ochnaceae. Inga underarter finns listade i Catalogue of Life.